# París-Tours 1944
La París-Tours 1944 fue la 38.ª edición de la clásica París-Tours. Se disputó el 7 de mayo de 1944 y el vencedor final fue el francés Lucien Teisseire, que se impuso al sprint en la línea de meta.

## Clasificación general[3]
|    | Ciclista          | Equipo | Tiempo    |
| -- | ----------------- | ------ | --------- |
| 1  | Lucien Teisseire  |        | 6h 06'12" |
| 2  | Louis Gauthier    |        | m.t.      |
| 3  | Louis Thiétard    |        | m.t.      |
| 4  | Marcel Tiger      |        | m.t.      |
| 5  | Fermo Camellini   |        | m.t.      |
| 6  | Pierre Brambilla  |        | m.t.      |
| 7  | Amédée Rolland    |        | m.t.      |
| 8  | Albertin Disseaux |        | m.t.      |
| 9  | Giuseppe Martino  |        | m.t.      |
| 10 | Ernest Sterckx    |        | m.t.      |